# Paperinik il diabolico vendicatore
Paperinik il diabolico vendicatore è una storia a fumetti in due puntate scritta da Guido Martina e disegnata da Giovan Battista Carpi, pubblicata sul settimanale Topolino nel 1969; è la storia in cui esordì il personaggio di Paperinik il quale ebbe un successo straordinario, portando nei decenni successivi alla creazione di centinaia di storie realizzate anche da altri autori, ispirati da questa prima storia.
In occasione dei 60 anni della rivista Topolino venne organizzata una competizione tra 60 storie, denominata Topo Story, ciascuna rappresentante uno dei 60 anni di vita della rivista; i lettori scelsero questa come rappresentante del 1969.

## Storia editoriale
A seguito della richiesta dei lettori di storie in cui il personaggio di Paperino riuscisse per una volta a uscirne vincitore negli scontri con lo zio Paperone, la caporedattrice Elisa Penna suggerì a Guido Martina di trovare ispirazione dal successo di cui all'epoca godevano i fumetti neri e, in particolare, dalla loro parodia realizzata da Johnny Dorelli nel film Dorellik. Martina ideò e scrisse la sceneggiatura ispirandosi, oltre che al fumetto nero, con il quale il legame venne evidenziato anche dalla presenza della lettera K nel nome del personaggio, anche alle origini stesse del fenomeno dei fumetti neri citando già nel nome di uno dei comprimari della storia, Fantomius - dal cui diario Paperino trarrà ispirazione per divenire Paperinik - il personaggio di Fantômas, protagonista di una serie di feuilleton di particolare successo nel XIX secolo; Martina realizzò quindi una parodia, all'interno del mondo disneyano, del repertorio narrativo dei romanzi d'appendice che ebbero protagonisti personaggi come, oltre il già citato Fantômas, anche Rocambole e Arsenio Lupin, che furono ispirazione per gli stessi autori del fumetto nero italiano degli anni sessanta.
La storia venne divisa in due puntate e venne pubblicata nei numeri 706 e 707 di Topolino dell'8 e 15 giugno 1969.
Come è accaduto per molte storie sceneggiate da Guido Martina, anche questa venne censurata nelle ristampe successive in alcuni dialoghi ritenuti non più adatti. Per esempio, nella versione originale, Paperone offende Paperino dicendo che «questo pelandrone non è nemmeno capace di derubare un sordomuto cieco e paralitico» che divenne «questo pelandrone non è nemmeno capace di rubare una noce a uno scoiattolo».
La storia è stata ristampata in numerosi paesi esteri, anche se talvolta in forma rimaneggiata o censurata. Ad esempio in Nord Europa nel 1971 la casa editrice Egmont decise di ridurre la storia a sole cinque pagine (rimontate su quattro righe) rimuovendo completamente il personaggio di Paperinik e pubblicando solo la sequenza relativa al cane Salip (scacciato in malo modo da Paperino e successivamente restituito al suo legittimo proprietario da Gastone che riceve così una ricompensa). Nelle nazioni del Nord Europa la versione quasi integrale della storia fu pubblicata soltanto in seguito (o nella versione rimontata proveniente dal cartonatone Io, Paperinik o nella versione dei Classici mancante della prima tavola della seconda puntata). In occasione della prima pubblicazione in Brasile, invece, l'ultima tavola della storia fu ridisegnata in quanto la casa editrice riteneva ingiusto che Gastone fosse stato punito nella versione originale, per cui fu alterata l'espressione di Paperino da trionfante a preoccupata e furono riscritti i dialoghi facendo dire a Paperone che la domestica aveva scagionato Gastone testimoniando di averlo visto la notte in cui Paperinik aveva compiuto il furto e che la ricerca del vero Paperinik sarebbe proseguita. In diverse traduzioni estere Fantomius viene descritto come una sorta di Robin Hood mentre nella versione italiana viene detto soltanto che rubasse ai ricchi.
Successivamente le vicende di questa storia sono state riprese in altre storie. Nella storia a bivi Paperinik in: i destini di un eroe (2014) viene mostrato cosa sarebbe potuto succedere se alcuni avvenimenti della storia di esordio di Paperinik fossero andati in maniera diversa (ad esempio se la vincita di Villa Rosa fosse stata recapitata correttamente a Gastone e non a Paperino). Invece nella storia di Marco Gervasio Paperinik, tutto cominciò così (2019), uscita in occasione del cinquantesimo anniversario del diabolico vendicatore, l'intera storia del 1969 viene rinarrata dal punto di vista di Fantomius, proveniente dal passato con una macchina del tempo, che fa in modo che Paperino diventi Paperinik e interviene di nascosto per aiutare il nuovo vendicatore mascherato suo erede nella sua prima impresa.

## Trama
A causa di un errore, a Paperino viene assegnato il primo premio di una lotteria (in realtà vinto da Gastone). Il premio consiste nella proprietà di Villa Rosa, una villa situata sul Poggio delle Rose in località Roseto, fuori Paperopoli. Recatosi sul posto, Paperino scopre che la villa è in realtà un rudere, ma esplorandola vi trova un diario. Il diario apparteneva a un tale Fantomius, un ladro gentiluomo e precedente proprietario della villa. Seguendo le indicazioni del diario, Paperino scopre il rifugio del ladro e, con l'aiuto di Archimede, inventa il proprio alter ego: Paperinik.
La prima missione di Paperinik è vendicarsi di Paperon de' Paperoni, a cui sottrae un materasso pieno di dollari, nascondendolo all'interno di Villa Rosa. La mattina successiva, Gastone e Paperone cercano il materasso a Villa Rosa. Gastone lo ritrova; ma avendo inconsapevolmente acceso una candela sotto la cui cera si nasconde della dinamite, causa anche la distruzione di Villa Rosa.
L'esplosione mette in allerta Paperone e la polizia, che arresta Gastone accusandolo di furto. L'indomani Paperone comunica la vicenda a Paperino, che si gode la vendetta nei confronti del cugino fortunato.